# Ludwig Philipp Behlen
Ludwig Philipp Behlen (* 2. Mai 1714 in Duderstadt; † 22. Juni 1777) war ein deutscher Priester und Weihbischof im Bistum Mainz.

## Leben
Am 10. September 1737 empfing Ludwig Philipp Behlen die Priesterweihe. Behlen wurde 1746 Professor des kanonischen Rechts an der Universität zu Mainz, darauf kurfürstlich geistlicher Rat, Subregens des Seminars, damals noch im alten Jesuitennoviziat, und zuletzt Mainzer Weihbischof.
In seiner Zeit an der Universität wurde er vor allem durch seine kirchenrechtlichen Gutachten zur kirchlichen Rechtspraxis bekannt, die die Gestaltung der damaligen kirchenpolitischen Landschaft nachhaltig beeinflussten.
Seinerzeit galt er als gemäßigt aufklärerisch, später, vor allem nach der Neugründung des Bistums Mainz, geriet er wegen seiner Haltung in Verruf und anschließend in Vergessenheit. Die Martinus-Bibliothek des Bistums Mainz bewahrt seinen publizistischen, wissenschaftlichen und administrativen Nachlass.
Am 11. September 1769 wurde er zum Titularbischof von Domitiopolis ernannt und zum Weihbischof bestellt. Die Bischofsweihe erfolgte am 17. Dezember 1769 durch Erzbischof Emmerich Joseph von Breidbach zu Bürresheim.

## Schriften
- De causis saecularisationum illegitimis et legitimes. 1746.
- De defraudatationibus decimarum.
- De jure comitiorum imperii circa sacra.
- Jus metropolitanum Moguntinum in dioecesin Fuldensem. 1752.
- De verbis concordatorum nationis germ.: electione cassata, postulatione non admissa. 1767.